# Boelen-Python
Der Boelen-Python (Simalia boeleni, Syn.: Morelia boeleni), auch Boelens Python, zählt zur Familie der Pythons (Pythonidae) und wird dort in die Gattung Simalia gestellt. Er ist auf Neuguinea endemisch und bewohnt hier die Hochlandregenwälder. Über die Biologie dieser Schlange ist praktisch noch nichts bekannt.

## Beschreibung

### Körperbau, Länge und Gebiss

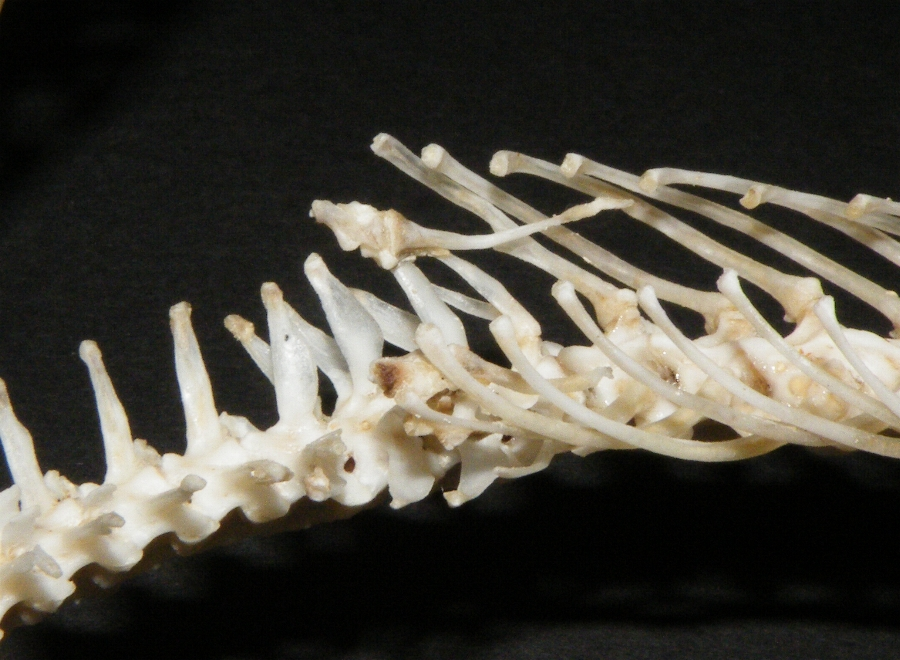
Aftersporne des Boelen-Pythons

Der Boelen-Python ist ein relativ kräftig gebauter Python mit zylinderförmigem Körperquerschnitt und einem breiten, deutlich vom Hals abgesetzten Kopf. Sein ziemlich langer, kräftiger Greifschwanz kann bis mindestens 13 % der gesamten Körperlänge ausmachen. Auf Grund der geringen Datenmenge liegen noch keine fundierten Angaben zur Durchschnitts- und Maximallänge der Art vor. In Gefangenschaft wurden zumindest schon Männchen mit Gesamtlängen von 2,75 Meter und Weibchen mit Gesamtlängen von 2,8 Meter erfolgreich zur Fortpflanzung gebracht. Zudem sind aus Gefangenschaftshaltung mehrere Tiere mit Gesamtlängen von über 3,3 Meter bekannt. Ein in den Achtzigerjahren in Papua-Neuguinea gefangenes und in die USA exportiertes Individuum soll sogar eine Gesamtlänge von 4,27 Meter (168″) aufgewiesen haben.
Das Gebiss besteht aus dünnen, länglichen Zähnen, die durchgehend spitz und zum Rachen hin gebogen sind und von der Maulspitze zum Rachen hin zunehmend kleiner werden. Am vorderen Teil der oberen Mundhöhle befindet sich das Zwischenkieferbein mit zwei kleinen Zähnen. Die Oberkieferknochen tragen jeweils 17 bis 18 Zähne. Gegen die Mitte der oberen Mundhöhle liegen parallel zu den Oberkieferknochen vorne das Gaumenbein und weiter hinten das Flügelbein. Ersteres hat 5 und letzteres 10 bis 14 Zähne. Die Unterkiefer tragen jeweils 17 bis 19 Zähne.
Wie andere ursprüngliche Schlangen der Python- und Boaartigen hat der Boelen-Python sichtbare Aftersporne.

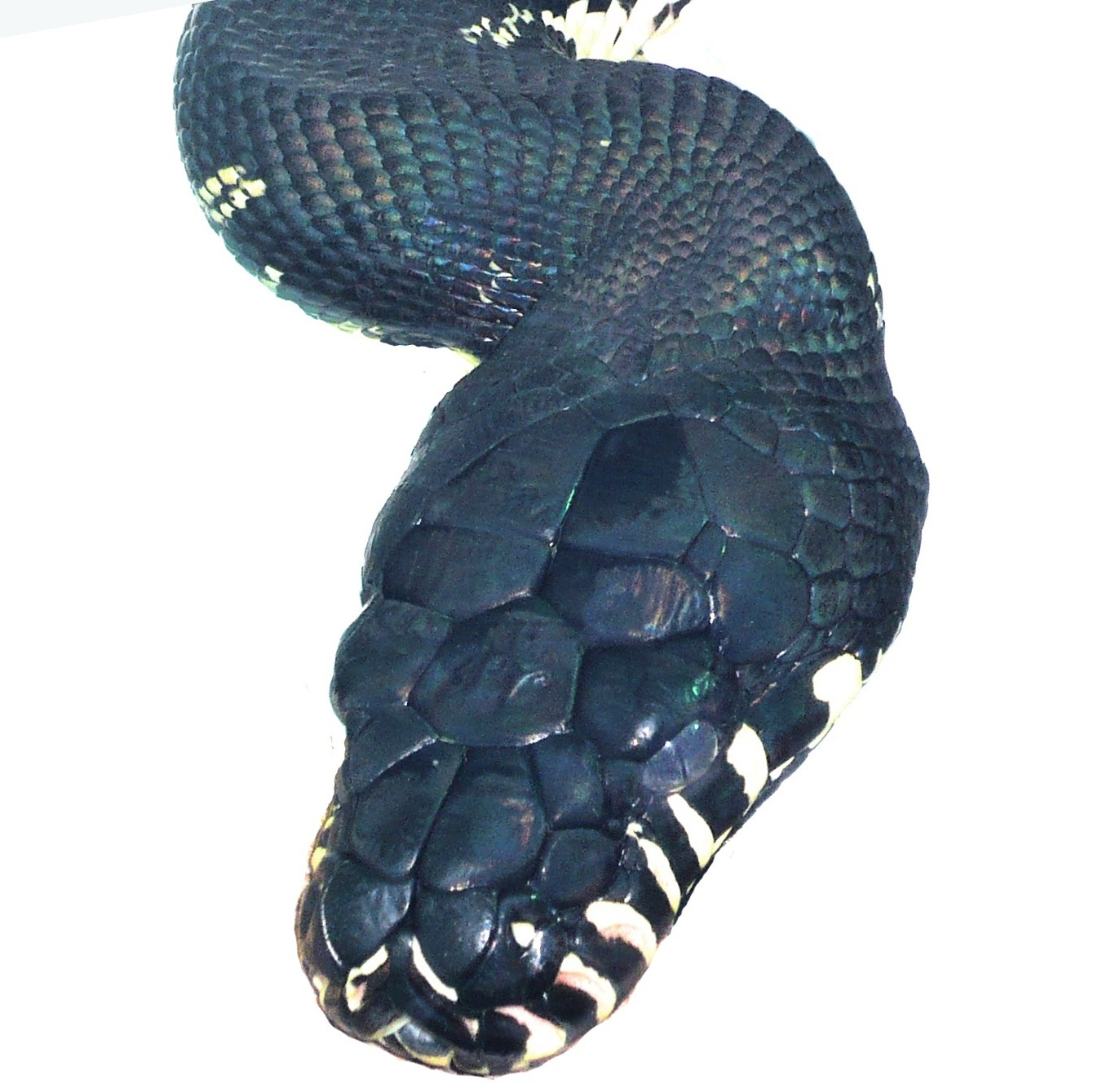
Kopfoberseite

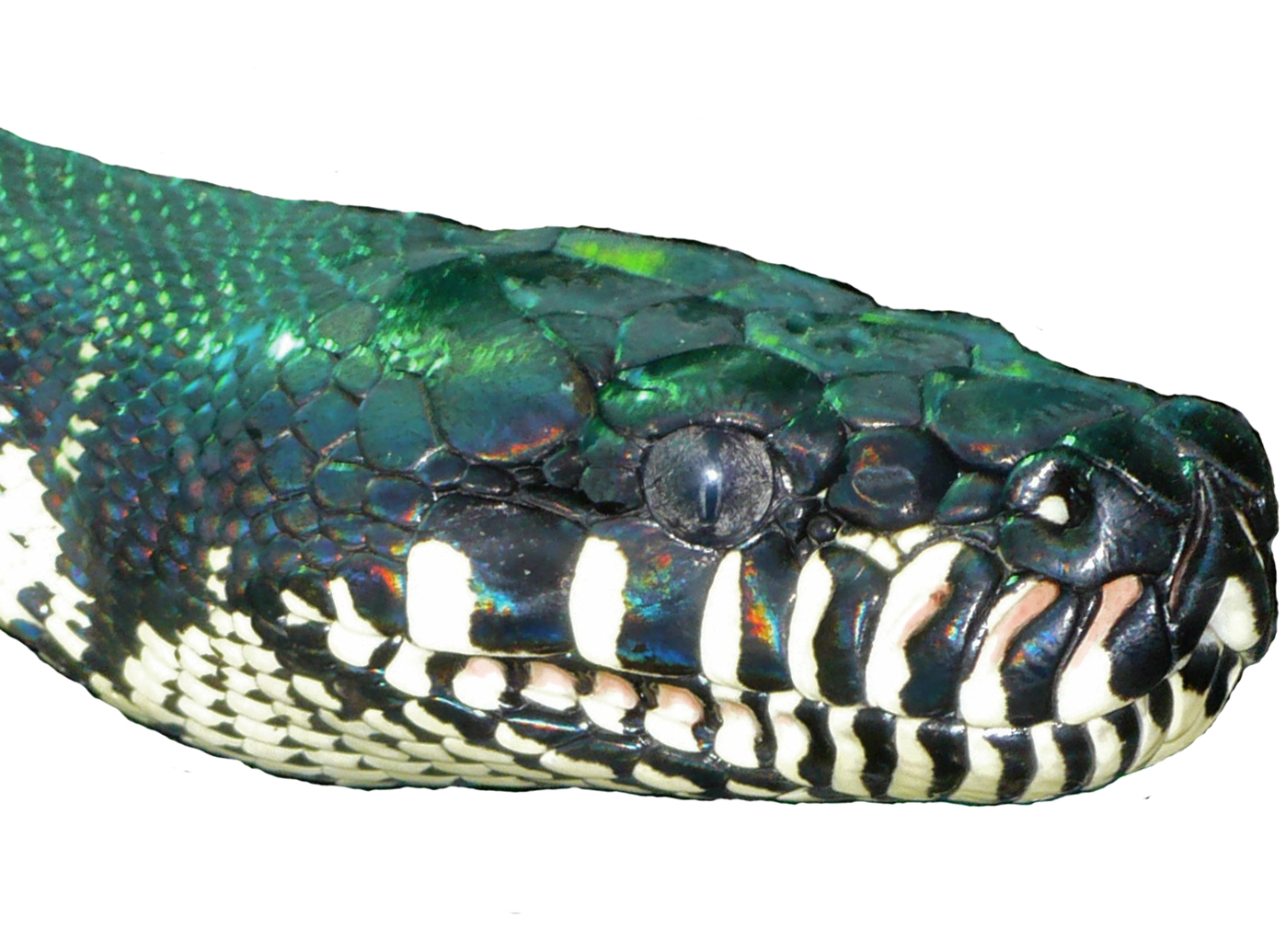
Seitenansicht des Kopfes

### Beschuppung
Das von oben sichtbare Rostrale (Schnauzenschild) hat, wie bei den meisten anderen Pythons auch, zwei tiefe Labialgruben. Die Nasenlöcher sind jeweils im oberen hinteren Teil des großen Nasale (Nasenschild) positioniert. Vom Nasenloch bis zum Hinterrand des Schildes zieht eine gut erkennbare Naht. Zur Kopfmitte hin sind die Nasalia von einem Paar nahezu quadratischer Internasalia (Zwischennasenschilde) separiert. Von der Schnauzenspitze her entlang der Mittellinie der Kopfoberseite folgen den Internasalia ein großes langes vorderes Paar Präfrontalia (Vorstirnschilde). Das hintere kleinere Paar Präfrontalia liegt seitlich den vorderen Präfrontalia an und wird durch dieses komplett getrennt. Dabei grenzen teilweise nicht nur die hinteren Präfrontalia, sondern auch die hinteren Spitzen der vorderen Präfrontalia direkt an das dahinter liegende große, einfache, ovale bis hexagonale Frontale  (Stirnschild). Hinter dem Frontale schließen zwei große Paare Parietalia (Scheitelschilde) an, wovon das hintere Paar länger ausgebildet ist. Über den Augen befindet sich je ein großes Supraoculare (Überaugenschild). Präocularia (Voraugenschilde) existieren zwei, wovon das obere vergrößert ist. Postocularia (Hinteraugenschilde) existieren zwei bis vier. Subocularia (Unteraugenschilde) fehlen bei dieser Art. Auf der Seite des Kopfes zwischen Auge und Nasenloch liegen 6 bis 12 kleine Lorealia (Zügelschilde), wovon die obersten zwei deutlich vergrößert sind. Von den 8 bis 12 Supralabialia (Oberlippenschilden) tragen die vordersten drei diagonal verlaufende, tiefe Labialgruben. Hiervon berührt Supralabialia Nummer 6 und gewöhnlich auch Nummer 5 den Augenunterrand; das siebte oder achte Supralabialia ist häufig auf das Doppelte der übrigen verbreitert. Infralabialia (Unterlippenschilde) gibt es 14 bis 17, wovon 5 bis 7, bei Infralabiale Nummer 7 oder 8 beginnend bis zur Nummer 11, 12 oder 13 verlaufend, tiefe Labialgruben tragen. Zusätzlich formt die Kinnhaut im Bereich der unteren Labialgruben eine Längsfalte, welche diese dadurch partiell bedeckt. Die Kinngrube ist mit drei bis sechs Schildpaaren versehen.
Die Anzahl der Ventralia (Bauchschilde) variiert zwischen 282 und 298, die Anzahl der dorsalen Schuppenreihen in der Körpermitte zwischen 44 und 51. Von der Kloake bis zur Schwanzspitze finden sich 57 bis über 64 meist paarige Subcaudalia (Schwanzunterseitenschilde). Das Anale (Analschild) ist ungeteilt.

### Färbung
Die gesamte Körperoberseite ist in einem blauviolett schillernden Lackschwarz gehalten. Der Bauch und die untere Flankenhälfte sind in den vorderen zwei Dritteln des Körpers in einem kontrastreichen Weiß, Zitronengelb, Gelb bis Gelbgrün gefärbt. Von hier aus steigen in regelmäßigen Abständen helle, ein bis zwei Schilde breite, diagonal kopf- und rückenwärts ziehende Bänder ins schwarze Rückenareal auf. Einige dieser Bänder sind unterbrochen oder sogar in mehrere helle Flecken fragmentiert. Im vordersten Viertel der Körperoberseite können die Bänder beider Seiten durch eine fakultative Serie heller Flecken entlang der Wirbelsäule miteinander in Kontakt stehen. Zur Körpermitte hin werden die Flankenbänder immer niedriger, an ihrer Basis hingegen zunehmend breiter. Gleichzeitig beginnt die schwarze Rückenfarbe immer stärker bauchwärts zu infiltrieren und erreicht nach zwei Drittel der Körperlänge den Bauchraum, wodurch die Flankenbänder komplett unterdrückt und der Bauchraum zunehmend schwarz wird, bis an dessen Ende nur noch wenige helle Flecken übrig bleiben. Der Schwanz ist ringsum komplett schwarz.
Die Kopfoberseite ist einheitlich schwarz. Vor dem Auge befindet sich gewöhnlich ein relativ großer heller Punkt und ein weiterer heller Fleck liegt häufig am Hinterrand des Nasenloches. Die seitlichen Ausläufe der beiden Labialgruben der Schnauzenspitze sind jeweils weiß bis gelb, die nach hinten anschließenden Schilder der Oberlippe an ihrer Vorderseite jeweils schwarz und an ihrer Hinterseite weiß bis gelb. Die ebenfalls weiß bis gelben Unterlippenschilde sind an ihrer Vorderseite oft mit einem schwarzen Streifen versehen, der nicht immer zwingend den Maulrand erreicht. Zudem entspringt am Maulwinkel häufig ein schwarzer Streifen, der auf der Länge der unteren Labialgruben dem Unterrand der Unterlippenschilde entlang Richtung Kopfspitze zieht. Die Kehle ist weiß bis gelb und bei gewissen Individuen mit schwarzen Flecken versehen, welche sich vereinzelt bis auf den vordersten Teil der Halsunterseite ausbreiten. Die Zunge ist hellbraun mit weißlichen Seitenrändern. Die Iris ist in einem dunklen Silberschwarz gehalten.

### Farbwechsel
Boelen-Pythons durchlaufen einen markanten ontogenetischen Farbwechsel. Schlüpflinge besitzen eine rotbraune Rückenfärbung, die in regelmäßigen Abständen durch schmale, hellbraune, oft über dem Rücken fusionierende Querbänder unterbrochen wird. Die Farbe der Bauchseite ist größtenteils gelb und breitet sich bis auf die Flanken aus. Die Lippenschilde sind abwechselnd dunkelbraun und gelb gestreift. Die Augen der Jungtiere sind golden. Während des Wachstums wird die rötlichbraune Rückenfärbung zunehmend dunkler und die hellen Bänder treten immer deutlicher hervor. Halbwüchsige Tiere zeigen bereits die typische schwarze Färbung, besitzen aber noch vereinzelte kleine eingestreute, rotbraune Flecken.

## Verbreitung und Lebensraum

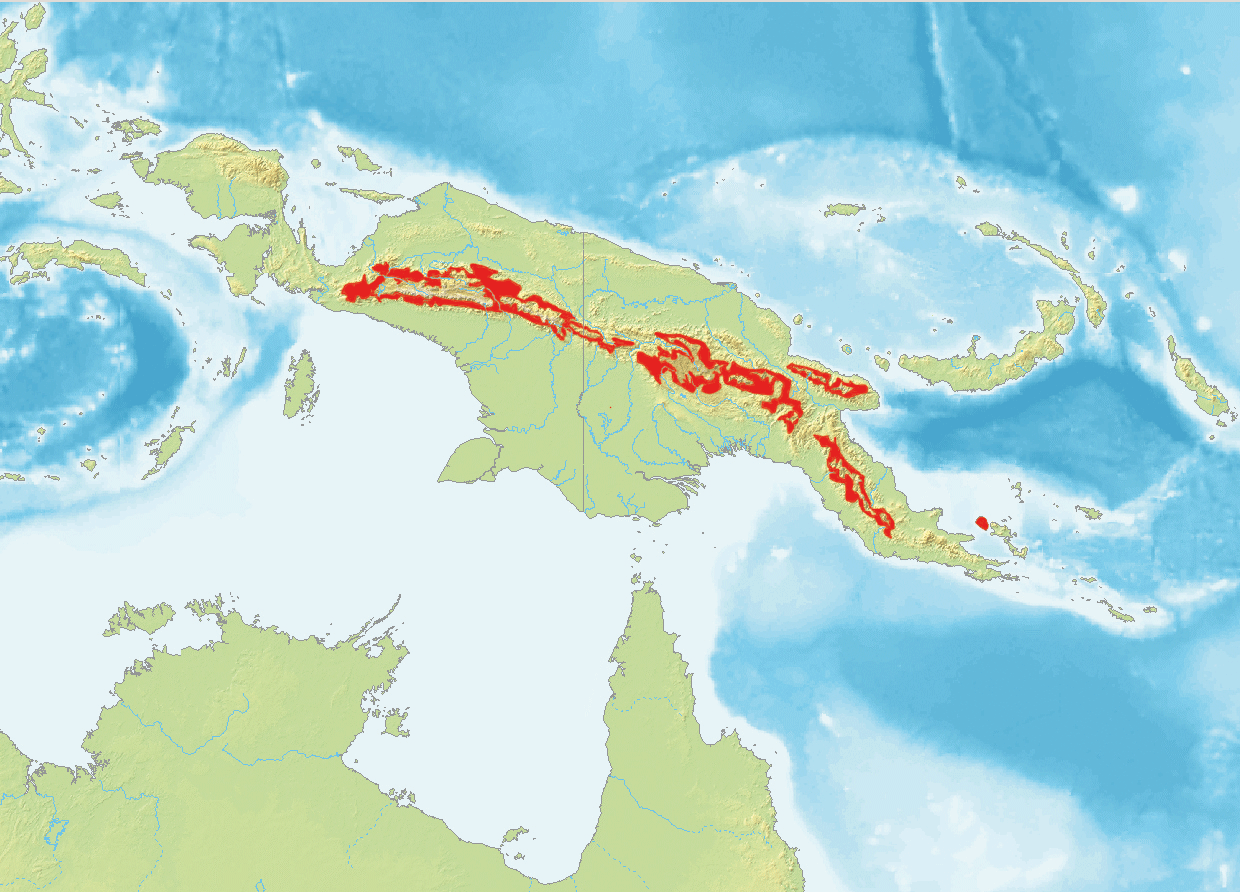
Vermutetes Verbreitungsgebiet des Boelen-Pythons

Der Boelen-Python ist auf Neuguinea endemisch. Hier beschränkt sich sein Verbreitungsgebiet den bisherigen Erkenntnissen nach auf die relativ kühlen, lichtarmen Hochlandregenwälder ab zirka 1000 Meter über Meer bis zur Baumgrenze. In Westneuguinea wurde er gelegentlich schon in Höhen von deutlich über 1750 Meter über Meer und in Papua-Neuguinea sogar schon auf über 2000 Meter nachgewiesen. Die bisherigen spärlichen Fundorte weisen auf eine Verbreitung entlang der gesamten mächtigen zentralen Gebirgskette, welche Neuguinea in einen Ost- und einen Westteil trennt, sowie auf zwei durch Tieflandwälder separierte allopatrische Populationen auf der Huon-Halbinsel und der Goodenough-Insel hin. Erste Untersuchungen legen nahe, dass es sich bei den Tieren entlang der zentralen Bergkette um mindestens zwei durch die hohen Berge partiell bis komplett getrennte Populationen handelt.

## Lebensweise
Das Verhalten der Art ist bisher noch nahezu unerforscht. Dieser agile Python wurde in seinem natürlichen Habitat bisher sowohl am Boden als auch hervorragend kletternd in Bäumen gesichtet. Zumindest in Gefangenschaft verhalten sich adulte Tiere vordergründig arboricol. Zum Beutespektrum des Boelen-Pythons sollen Worrell (1958) zufolge Wasservögel gehören. Zu seinen natürlichen Feinden zählt der Papuaadler (Harpyopsis novaeguineae).
Zur Fortpflanzung im Freiland liegen ebenfalls noch keine Angaben vor. Bei einem in Gefangenschaft gehaltenen Paar konnten über ein halbes Jahr hinweg immer wieder Paarungen beobachtet werden. Dabei schien das frisch gehäutete Weibchen meist der Stimulus für eine Paarung zu sein. Oft näherte sich das Männchen sodann von einer sich der Sicht des Weibchens entziehenden Seite und stupste sie mit seiner Schnauze am gesamten Körper. Wenn sich das Weibchen hierdurch nicht in Bewegung setzte, begann er, sie mit seinen Afterspornen energisch im Rhythmus von ein- bis zweimal in der Sekunde am Rumpf zu kratzen. Sobald das Weibchen anfing wegzukriechen, drückte er sogleich seinen Kopf an den ihrigen und schmiegte sich ihr mit seinem Körper der ganzen Länge nach an. Die nun folgenden Paarungen dauerten bis zu 50 Minuten, wobei die Aftersporne nicht mehr zum Einsatz kamen, die Schwänze kaum umwickelt wurden und beide Partner nahezu regungslos blieben. Die Kopulationen fanden sowohl am Boden als auch im Geäst statt. Kommentkämpfe zwischen Männchen wurden nicht beobachtet, ein im gleichen Gehege gehaltenes geringfügig kleineres Männchen wich seinem Konkurrenten bei jeder Konfrontation aus.
In den wenigen Fällen, wo Boelen-Pythons bisher in Gefangenschaft erfolgreich nachgezogen werden konnten, legte das Weibchen zwischen 14 und 20 Eier, welche zirka 83 × 45 Millimeter maßen und etwa 107 Gramm  wogen. Die Jungtiere wiesen nach dem Schlupf eine Gesamtlänge zwischen 40 und 46 Zentimeter auf.

## Systematik
Brongersma beschrieb die Art 1953 anhand zweier Individuen, welche der damals in Niederländisch-Neuguinea stationierte Wundarzt K. W. J. Boelen dem Reichsmuseum für Naturgeschichte in Leiden zukommen ließ. Ihm zu Ehren erhielt dieser Python seinen wissenschaftlichen Namen Liasis boeleni, beziehungsweise heute Simalia boeleni. In Unkenntnis dieser Beschreibung beschrieb Worrel 1958 ein weiteres Individuum dieses Pythons als Liasis toronga. 1969 ergänzte Brogersma seine Beschreibung anhand dreier weiterer Tiere und synonymisierte Liasis toronga mit Liasis boeleni.
Der Boelen-Python ist am nächsten mit den fünf Amethystpythonarten verwandt. Die charakteristische Gemeinsamkeit von Boelen- und Amethystpythons ist das Vorhandensein von mindestens zwei Paaren großer Scheitelschilde.
Eine artinterne molekulargenetische Untersuchung anhand 89 Individuen aus zumindest teilweise unterschiedlichen Verbreitungsgebieten lässt vermuten, dass eine starke genetische Verarmung unter den Boelen-Pythons besteht. Der Grund für diese drastische Selektion wird in mehreren schnell aufeinander folgenden und erst kürzlich stattgefundenen starken Klimaschwankungen auf dem Hochland Neuguineas gesehen.

## Gefährdung
Obwohl die Populationsgröße und -dichte des Boelen-Pythons noch nicht genau abschätzbar sind, scheint er durch das Leben in bisher kaum vom Menschen berührten Arealen unbedroht zu sein. Durch kontinuierlichen Bevölkerungszuwachs und zunehmende Ausbeutung seines Habitates für Bergbau, Erdölförderung und Holzexport wird er in Zukunft jedoch zunehmend unter Existenzdruck geraten. In Papua-Neuguinea steht der Boelen-Python als einziges Reptil unter speziellem Schutz. Wie auch die Nationaltiere, die Paradiesvögel, darf er von Nichteinheimischen weder gefangen noch getötet werden, wodurch der Export von Häuten oder lebendigen Tieren weitgehend unterbunden ist. In Westneuguinea gibt es keine landesspezifischen Schutzmaßnahmen, es gilt jedoch das Washingtoner Artenschutzübereinkommen, wodurch der in Anhang II gelistete Boelen-Python Handels- und Ausfuhrbeschränkungen unterliegt.
Des Weiteren haben mehrere Zoos in den USA und Europa Zuchtprogramme zum Erhalt der Art und Entlastung des Lebendtierhandels gestartet. Bisher jedoch noch komplett erfolglos.